# Wong Choong Hann
Wong Choong Hann (chiń. upr. 黄综翰; chiń. trad. 黃綜翰; pinyin Huáng Zònghàn; ur. 17 lutego 1977 w Kuala Lumpur) – malezyjski badmintonista pochodzenia chińskiego.
Wong Choong Hann startował w Igrzyskach w Atenach w grze pojedynczej mężczyzn i w Igrzyskach w Pekinie, również w grze pojedynczej.